# حاج‌علی کیا
حاج علی‌کیا (زاده ۱۲۸۵ لاشک – درگذشته ؟) سپهبد نیروی زمینی شاهنشاهی، رئیس اداره دوم ستاد بزرگ‌ارتشتاران و به همراه حسن پاکروان پایه‌گذار سازمان کوک بود.

## خدمت در ارتش
پدر او طاهر کیا لاشکی مشهور به حاجی پیرزاده از ملاکین ثروتمند مازندران بود. حاج علی در جوانی وارد صفوف ارتش شد و در درجه ستوان یکمی به عنوان مأمور خرید اسلحه به اروپا اعزام و به مدت ۴ سال در چکسلواکی و مجارستان اقامت گزید. در این زمان وی با رئیس هیئت اعزامی‌خرید اسلحه به اروپا اختلاف پیدا کرد و به ایران عودت داده شد؛ طی همان دوران در دانشگاه جنگ سوئد دوره عالی ستاد را گذرانید و پس از بازگشت به کشور مورد توجه سپهبد حاجعلی رزم‌آرا قرار گرفت و در سال ۱۳۲۷ به ریاست بخش تجسس رکن دوم ستاد ارتش منصوب شد و به زودی از طرف‌داران جدی دربار و شخص محمدرضا پهلوی گردید؛ او به آرامی به درجات بالاتر نظامی تا سرتیپی دست یافت، تا در زمان دولت محمد مصدق و به دستور وی، به همراه تنی چند از امرای ارتش به دلیل فساد مالی بازنشسته شد. پس از کودتای ۲۸ مرداد کیا در اول مهرماه سال ۱۳۳۴ به درجه سرلشکری رسید و در آبان ماه همان سال با گذرنامه سیاسی برای مأموریت به بریتانیا فرستاده شد و پس از بازگشت ترفیع مقام گرفت و به درجه سپهبدی ارتقا یافت.

## دستگیری و زندان
حاج علی کیا در ۲۳ اردیبهشت ۱۳۴۰ در دولت علی امینی به دلیل فساد مالی دستگیر و زندانی شد. به نوشتهٔ عباس میلانی «کیا شاید معروف‌ترین مجرمی بود که در نتیجه قانون از کجا آورده‌ای؟ به زندان افتاده بود. شهرتش در دزدی و استفاده از این دزدی‌ها برای ساختمان چند طبقه‌اش در جاده شمیران در حدی بود که ایستگاه جلوی آن ساختمان به ایستگاه «از کجا آورده‌ای؟» معروف شده بود».
به گفتهٔ میلانی وی در ۲۵ اردیبهشت ۱۳۴۰ از زندان برای مقامات آمریکایی پیغام کودتا علیه امینی را داد که با پاسخ قاطع دولت آمریکا مبنی بر رد این پیشنهاد رو به رو شد.
کیا در تاریخ ۱۲ تیرماه ۱۳۴۱ با حکم دادگاه بدوی آزاد شد و مدتی بعد به اتهام جرایم اندک مالی در دادگاه تجدید نظر به ۲ سال زندان محکوم گردید، اما همین حکم نیز شکسته و وی تبرئه شد.
پس از آن حاج‌علی کیا تا پایان عمر فعالیت نظامی و سیاسی نداشت.